# 三遊亭朝三
三遊亭 朝三（さんゆうてい ちょうざ）は、落語家の名跡。
- 三遊亭朝三 - 江戸期に存在しており、初代三遊亭圓遊らと共に踊りで売った。
- 三遊亭朝三 - 後∶三代目三遊亭圓之助
- 三遊亭朝三 - 本項にて記述

三遊亭 朝三（さんゆうてい ちょうざ、1951年2月18日 - 1984年5月23日）は、落語家。本名は小宮 信男。

## 来歴
日本大学文理学部中退後、サラリーマン生活を続けていた。落語家になる前は眼鏡のセールスをしており、約百万円の貯金を蓄える。
1980年、三代目三遊亭圓之助に入門。前座名は圓吉。しかし、その3か月後に師匠の圓之助が脳溢血で倒れ、修業と並行して師匠の身の回りの世話にも努め、両立させた。
1983年春、三遊亭吉窓、金原亭駒之助、柳家小満女、古今亭菊正と共にと共に二ツ目に昇進、朝三に改名する。
1984年5月23日午後、東京都足立区梅田5丁目の区道交差点で、自転車で道路を横断しようとしていたところ、走行してきたトラックに撥ねられ、頭部を強打し死亡した。33歳没。同年6月から鈴本演芸場を皮切りに、二ツ目昇進披露となる高座を目前に控える矢先での事故死となった。葬儀は古今亭朝次や三遊亭楽太郎らも参列し、噺家らしくたいへん賑やかなものであったという。

## 経歴
- 1980年 - 三代目三遊亭圓之助に入門。前座名「圓吉」。
- 1983年 - 二ツ目昇進、「朝三」に改名。

## 人物
- 力仕事が得意。
- 神輿が好きでお神輿連の総長を務めていた。